# Premio Bram Stoker al racconto
Il premio Bram Stoker al racconto (Bram Stoker Award for Superior Achievement in Short Fiction) è un premio letterario assegnato dal 1998 dalla Horror Writers Association (HWA) ad un racconto dell'orrore «di qualità superiore» (Superior Achievement in Short Fiction, non Best Short Fiction).

## Albo d'oro
L'anno si riferisce al periodo di pubblicazione preso in considerazione, mentre i premi sono assegnati l'anno successivo.
I vincitori sono indicati in grassetto, a seguire gli altri candidati.

### Anni 1998-1999
- 1998: The Dead Boy at Your Window di Bruce Holland Rogers
  - Blues-Born di Tina L. Jens
  - Autopsia 4 (Autopsy Room Four) di Stephen King
  - Il tappeto (The Rug) di Edo van Belkom
- 1999: Aftershock di F. Paul Wilson
  - La tomba (The Grave) di P.D. Cacek
  - L'intrattenimento (The Entertainment) di Ramsey Campbell
  - Halloween Street di Steve Rasnic Tem

### Anni 2000-2009
- 2000: Gone di Jack Ketchum
  - Dead Cat Bounce di Gerard Daniel Houarner
  - Fallen Angel di Robert J. Sawyer
  - Mexican Moon di Karen E. Taylor
- 2001: Reconstructing Amy di Tim Lebbon
  - I Am Your Need di Mort Castle
  - The Haunt di Jack Ketchum
  - Whose Puppets, Best and Worst, Are We? di David B. Silva
- 2002: The Misfit Child Grows Fat on Depair di Tom Piccirilli
  - Disappearances di Mort Castle
  - The Green Man di Christopher Fowler
  - The Plague Species di Charlee Jacob
  - Details di China Miéville
- 2003: Duty di Gary A. Braunbeck
  - The Last Supper di Scott Edelman
  - Il sogno di Harvey (Harvey's Dream) di Stephen King
  - L'ossessione (The Haunting) di Joyce Carol Oates
  - The Red Bow di George Saunders
- 2004: Nimitseahpah di Nancy Etchemendy
  - Just Out of Reach di Gary A. Braunbeck
  - A Madness of Starlings di Douglas Clegg
  - Hunting Meth Zombies in the Great Nebraskan Wasteland di John Farris
  - Cantare per mia sorella che scende giù (Singing My Sister Down) di Margo Lanagan
  - Guts di Chuck Palahniuk
- 2005: We Now Pause for Station Identification di Gary A. Braunbeck
  - Haeckel's Tale di Clive Barker
  - As Others See Us di Mort Castle
  - Times of Atonement di Yvonne Navarro
  - Invisible di Steve Rasnic Tem
- 2006: Tested di Lisa Morton
  - FYI di Mort Castle
  - Feeding the Dead Inside di Yvonne Navarro
  - Balance di Gene O'Neill
  - 31/10 di Stephen Volk
- 2007: The Gentle Brush of Wings di David Niall Wilson
  - The Death Wagon Rolls on By di C. Dean Andersson
  - Letting Go di John Everson
  - The Teacher di Paul G. Tremblay
  - There's No Light Between Floor di Paul G. Tremblay
  - Closet Dreams di Lisa Tuttle
- 2008: The Lost di Sarah Langan
  - Petrified di Scott Edelman
  - The Dude Who Collected Lovecraft di Nick Mamatas e Tim Pratt
  - Evidence of Love in A Case of Abandonment di M. Rickert
  - Turtle di Lee Thomas
- 2009: In the Porches of My Ears di Norman Prentiss
  - Keeping Watch di Nate Kenyon
  - The Crossing of Aldo Ray di Weston Ochse
  - The Night Nurse di Harry Shannon

### Anni 2010-2019
- 2010: L'Uomo Pieghevole (The Folding Man) di Joe R. Lansdale
  - Return to Mariabronn di Gary Braunbeck
  - 1925: A Fall River Halloween di Lisa Mannetti
  - In the Middle of Poplar Street di Nate Southard
  - Final Draft di Mark W. Worthen
- 2011: Herman Wouk è Ancora Vivo (Herman Wouk is Still Alive) di Stephen King
  - Her Husband's Hands di Adam-Troy Castro
  - Hypergraphia di Ken Lillie-Paetz
  - Graffiti Sonata di Gene O'Neill
  - Home di George Saunders
  - All You Can Do Is Breathe di Kaaron Warren
- 2012:Magdala Amygdala di Lucy Snyder
  - Surrounded by the Mutant Rain Forest di Bruce Boston
  - Bury My Heart at Marvin Gardens di Joe McKinney
  - Righteous di Weston Ochse
  - Available Light di John Palisano
- 2013:Night Train to Paris di David Gerrold
  - Primal Tongue di Michael Bailey
  - Snapshot di Patrick Freivald
  - The Hunger Artist di Lisa Mannetti
  - The Geminis di John Palisano
  - Code 666 di Michael Reaves
- 2014:L'Entalpia di Vaporizzazione di una Peculiare Famiglia Pakistana (The Vaporization Enthalpy of a Peculiar Pakistani Family) di Usman T. Malik ex aequo Ruminations di Rena Mason[1]
  - Hot Tub di Hal Bodner
  - Baby's Breath di Sydney Leigh
  - Splinterette di John Palisano
  - The Floating Girls: A Documentary di Damien Angelica Walters
- 2015:Happy Joe's Rest Stop di John Palisano[2]
  - All the Day You'll Have Good Luck di Kate Jonez
  - The Algernon Effect di Gene O'Neill
  - Sing Me Your Scars di Damien Angelica Walters
  - Hungry Daughters of Starving Mothers di Alyssa Wong
- 2016: The Crawl Space di Joyce Carol Oates
  - Time is a Face on the Water di Michael Bailey
  - A Rift in Reflection di Hal Bodner
  - The Bad Hour" di Christopher Golden
  - ArbeitMacht Frei di Lia Manetti
- 2017: Apocalypse Then di Lisa Manetti
  - I Will Be the Reflection Until the End di Michael Bailey
  - A Song Left Behind in the Aztakea Hills di James Chambers
  - So Sings the Siren di Annie Neugebauer
  - Loving You Darkly di Mercedes M. Yardley
- 2018: Mutter di Jess Landry
  - A Winter's Tale di John F.D. Taff
  - Dead End Town di Lee Murray
  - Glove Box di Annie Neugebauer
  - And in Her Eyes the City Drowned di Kyla Lee Ward
- 2019: The Eight People Who Murdered Me (Excerpt from Lucy Westenra’s Diary) di Gwendolyn Kiste
  - The Book of Last Words di Greg Chapman
  - Bury Me in Tar and Twine di Jess Landry
  - Lydi di Cindy O'Quinn
  - A Touch of Madness di Tim Waggoner